# Corpo degli agenti di Pubblica sicurezza
Il corpo degli agenti di pubblica sicurezza è stato un corpo di polizia e di pubblica sicurezza in Italia, attivo dal 1925 fino al 1944.

## Storia

### La riorganizzazione della polizia
Fino al 1922, erano attivi due corpi di polizia: il corpo della regia guardia per la pubblica sicurezza e il corpo degli agenti investigativi, con compiti di polizia giudiziaria. Il 31 dicembre 1922, su decreto del presidente del consiglio Benito Mussolini sciolse entrambi i corpi di polizia, e gli agenti vennero accorpati all'Arma dei Reali Carabinieri. Con lo scioglimento dei due corpi di polizia, il governo istituì la Milizia volontaria per la sicurezza nazionale. Tra le ragioni degli storici del perché di questa mossa era la volontà di Mussolini di sottoporre le varie istituzioni di stato direttamente a lui.

### La nascita del Corpo degli agenti di P.S.
Con l'assorbimento dei due corpi di polizia ai carabinieri reali, erano stati sottoposti al comando del ministero della guerra anche i funzionari civili dei due corpi, quali commissari e questori. Per ovviare a tale problema, nell'aprile del 1925, venne costituito il Corpo degli agenti di pubblica sicurezza, organismo 
civile, sebbene militarmente organizzato, i cui appartenenti, ovviamente, venivano selezionati con criteri di osservanza al regime fascista, come per la verità accadeva in quegli anni per tutti i dipendenti della pubblica amministrazione. 
Il corpo degli agenti di PS riassorbì l'intero organico investigativo dei carabinieri, e passò sotto al ministero degli interni.
Godeva comunque di un ruolo di secondo piano rispetto alla MVSN, con la quale durante il ventennio sorsero numerose interferenze di competenze o di fatto, benché la milizia finisse con l'affiancarsi quasi del tutto alle altre forze armate. Durante questo periodo, le sovrapposizioni delle funzioni tra le diverse forze di sicurezza crearono conflitti e rivalità, rendendo complesso il coordinamento delle operazioni. Tuttavia, la MVSN riuscì a integrarsi in modo significativo con gli altri corpi militari, stabilendo un'interazione quasi simbiotica.

### OVRA
L'OVRA, acronimo di Organizzazione per la Vigilanza e Repressione dell'Antifascismo, era l'organismo di polizia segreta alle dirette dipendenze del capo della polizia ed inquadrato presso la divisione polizia politica della direzione generale di pubblica sicurezza. L'OVRA era costituita da funzionari del ministero dell'interno, e da ufficiali, sottufficiali e truppa del corpo degli agenti di pubblica sicurezza. l'OVRA, la quale agiva solitamente nell'ombra, era strutturata su 11 zone, ed effettuava oltre ventimila incursioni a settimana, ed agiva parallelamente alle questure. Tra i più clamorosi arresti vi sono quello di Sandro Pertini, a Pisa nel 1929. è successo, a volte, che alcuni degli stessi antifascisti arrestati dagli operatori dell'OVRA, ne diventassero membri. Caso celebre è l'antifascista Giobbe Giopp.
Il comandante dell'OVRA era il funzionario Guido Leto.

### La fine
A seguito della firma dell'Armistizio di Cassibile, era stata sciolta la MVSN, restituendo al Corpo degli Agenti di Pubblica Sicurezza il completo controllo delle attività di polizia. Tuttavia l'attività del corpo non durò a lungo. Con decreto legislativo luogotenenziale del 2 novembre 1944, il corpo degli agenti di PS venne sciolto e i suoi agenti e ufficiali confluirono nel ricostruito "Corpo delle Guardie di Pubblica Sicurezza", alla cui guida fu posto il magistrato Luigi Ferrara.

## Struttura
Gli ufficiali, i sottufficiali e i militari di truppa del corpo degli agenti di pubblica sicurezza avevano un ruolo fondamentale nella gestione delle operazioni di polizia all'interno del sistema di sicurezza nazionale. A seconda dei vari livelli di responsabilità e specializzazione, questi agenti erano assegnati a una vasta gamma di compiti, che andavano dalla polizia giudiziaria all'ordine pubblico.
I funzionari della Pubblica Sicurezza, che erano civili, si occupavano della gestione degli uffici del Dipartimento della P.S. e operavano principalmente nelle questure e nei commissariati. La loro attività si concentrava sulla conduzione degli uffici e sull'organizzazione dei servizi di polizia giudiziaria e di ordine pubblico. Questi funzionari supervisionavano anche le operazioni quotidiane, coordinando i vari compiti e assicurandosi che le forze di polizia svolgessero il loro lavoro in modo efficace e nel rispetto delle normative. La loro posizione richiedeva una gestione attenta, una conoscenza approfondita delle leggi e delle procedure, e una forte capacità organizzativa per mantenere l'ordine pubblico e supportare l'applicazione della legge.

## Specialità e reparti dipendenti
Le specialità del Corpo degli agenti di pubblica sicurezza erano:
- Polizia ferroviaria
- Servizio di polizia scientifica
- Reparti di polizia stradale
- Battaglione Agenti di Polizia Motociclisti[1]
- Battaglione Specializzato Fiume[1]
- Ispettorato generale di pubblica sicurezza in Sicilia
- Ispettorato speciale di pubblica sicurezza per la Venezia Giulia

## Gradi[3]

### 1923-1925

#### Funzionari
- Ispettore Generale
- Questore
- Vicequestore
- Commissario
- Commissario Aggiunto
- Vicecommissario

#### Corpo degli Agenti di PS
- Ispettore Superiore (Colonnello)
- Ispettore di 1ª Classe (Tenente Colonnello)
- Ispettore di 2ª Classe (Maggiore)
- Comandante di 1ª Classe (Capitano)
- Comandante di 2ª Classe (Tenente)
- Comandante di 3ª Classe (Sottotenente)
- Maresciallo di 1ª Classe
- Maresciallo di 2ª Classe
- Maresciallo di 3ª Classe
- Brigadiere
- Vicebrigadiere
- Guardia Scelta
- Guardia
- Allievo Guardia

### 1925-1942

#### Funzionari
- Ispettore Generale di 1ª Classe – questore / maggiore generale
- Ispettore Generale di 2ª Classe – questore/ colonnello
- Vicequestore /  tenente colonnello
- Commissario Capo/ tenente colonnello
- Commissario/ maggiore
- Commissario Aggiunto/ capitano
- Vicecommissario/ tenente
- Vicecommissario Aggiunto/ sottotenente

#### Corpo degli Agenti di P.S.
- Maresciallo di 1ª Classe
- Maresciallo di 2ª Classe
- Maresciallo di 3ª Classe
- Brigadiere
- Vicebrigadiere
- Guardia Scelta
- Guardia
- Allievo Guardia

### 1942-1944

#### Funzionari
- Ispettore Generale di 1ª Classe
- Ispettore Generale di 2ª Classe (questore)
- Vicequestore
- Commissario Capo
- Commissario
- Commissario Aggiunto
- Vicecommissario
- Vicecommissario Aggiunto

#### Corpo degli Agenti di P.S.
- Maggiore Generale (dal 1943)
- Colonnello
- Tenente Colonnello
- Maggiore
- Capitano
- Tenente
- Sottotenente
- Maresciallo di 1ª Classe
- Maresciallo di 2ª Classe
- Maresciallo di 3ª Classe
- Brigadiere
- Vicebrigadiere
- Guardia Scelta
- Guardia
- Allievo Guardia